# Mršinci
Mršinci (cyr. Мршинци) – wieś w Serbii, w okręgu morawickim, w mieście Čačak. W 2011 roku liczyła 1264 mieszkańców.